# 香茶市社
香茶市社（越南语：／）是越南顺化市下辖的一个市社，约在顺化市区北16公里，与市区有公路相通。1号高速公路穿过该市社。面积392.57平方公里，2024年总人口70242人。

## 地理
香茶市社东接富春郡，西接丰田市社和阿雷县，南接香水市社和阿雷县，北接广田县。境内有香江和蒲江，地形有平原、山地。

## 历史
2011年11月15日，香茶县改制为香茶市社；四下市镇改制为四下坊，香文社改制为香文坊，香春社改制为香春坊，香云社改制为香云坊，香渚社改制为香渚坊，香安社改制为香安坊，香湖社改制为香湖坊。
2019年12月17日，洪进社和平田社合并为平进社。
2021年4月27日，香安坊、香湖坊、邰阳社、香丰社、香寿社、香荣社2坊4社划归顺化市管辖。
2024年11月30日，越南国会通过决议，自2025年1月1日起，承天顺化省改制为中央直辖市顺化市，香茶市社随之隶属顺化市管辖。

## 行政区划
香茶市社下辖5坊4社，市社人民委员会位于四下坊。
- 香渚坊（Phường Hương Chữ）
- 香文坊（Phường Hương Văn）
- 香云坊（Phường Hương Vân）
- 香春坊（Phường Hương Xuân）
- 四下坊（Phường Tứ Hạ）
- 平城社（Xã Bình Thành）
- 平进社（Xã Bình Tiến）
- 香平社（Xã Hương Bình）
- 香全社（Xã Hương Toàn）